# Gilbert, Arizona
Gilbert je grad u američkoj saveznoj državi Arizona. Prema popisu stanovništva iz 2010. u njemu je živjelo 208,453 stanovnika.